# 养姓
養姓，在《百家姓》中排第389位。

## 分布
幾乎分布於河北省。

## 歷史人物
- 養由基：春秋时楚國名将，著名弓箭手。
- 养奋：东汉郁林人，博通古籍，名儒，以布衣举方正。

## 郡望
山阳郡

## 外部連結
[在维基数据编辑]
 《百家姓》
 《欽定古今圖書集成·明倫彙編·氏族典·養姓部》，出自陈梦雷《古今圖書集成》